# Persone di nome Tommaso
| Questa pagina contiene informazioni ricavate automaticamente dalle voci biografiche con l'ausilio del template Bio e di un bot. L'aggiornamento è periodico e automatico e ricostruisce completamente la pagina. Se manca una persona in questa lista, sei pregato di non aggiungerla, ma accertati piuttosto che la sua voce biografica contenga il template Bio e che i dati anagrafici siano correttamente compilati. Se il template Bio manca, inseriscilo tu stesso o, in alternativa, metti l'avviso {{tmp\|Bio}} che ne segnala la mancanza. Se i dati riportati sono sbagliati, correggi direttamente la voce biografica; le modifiche saranno visibili in questa lista entro pochi giorni. Per chiarimenti vedi il progetto antroponimi. La lista contiene solo le 532 persone che sono citate nell'enciclopedia e per le quali è stato implementato correttamente il template Bio. Pagina aggiornata al 22 lug 2025. |

Questa è una lista di persone presenti nell'enciclopedia che hanno il nome Tommaso, suddivise per attività principale.

## Abati(1)
- Tommaso di Farfa, abate e santo franco (Moriana - Farfa, † 720)

## Allenatori di atletica leggera(1)
- Tommaso Ticali, allenatore di atletica leggera italiano (Bagheria, n. 1956)

## Allenatori di calcio(2)
- Tommaso Bellazzini, allenatore di calcio e ex calciatore italiano (Pisa, n. 1987)
- Tommaso Napoli, allenatore di calcio e ex calciatore italiano (Palermo, n. 1967)

## Allenatori di hockey su ghiaccio(1)
- Tommaso Goi, allenatore di hockey su ghiaccio e hockeista su ghiaccio italiano (Varese, n. 1990)

## Allenatori di hockey su pista(1)
- Tommaso Colamaria, allenatore di hockey su pista e ex hockeista su pista italiano (Giovinazzo, n. 1962)

## Ammiragli(2)
- Tommaso Condulmer, ammiraglio italiano (Venezia, n. 1759 - Venezia, † 1823)
- Tommaso di Savoia-Genova, ammiraglio italiano (Torino, n. 1854 - Torino, † 1931)

## Anatomisti(1)
- Tommaso Laghi, anatomista e fisiologo italiano (n. 1709 - † 1764)

## Anglisti(1)
- Masolino D'Amico, anglista e traduttore italiano (Roma, n. 1939)

## Arbitri di calcio(1)
- Tommaso Corallo, arbitro di calcio italiano (Gallipoli, n. 1910 - Lecce, † 1997)

## Architetti(6)
- Tommaso Blandino, architetto e gesuita italiano (Mineo, n. 1585 - † 1628)
- Tommaso Dingli, architetto maltese (Attard, n. 1591 - † 1666)
- Tommaso Formenton, architetto italiano (Vicenza, n. 1428 - † 1492)
- Tommaso Malerba, architetto e ingegnere italiano (Catania, n. 1866 - † 1962)
- Tommaso Mattei, architetto italiano (Roma, n. 1652 - Roma, † 1726)
- Tommaso Temanza, architetto, ingegnere idraulico e scrittore italiano (Venezia, n. 1705 - Venezia, † 1789)

## Archivisti(2)
- Tommaso Gar, archivista e bibliotecario italiano (Trento, n. 1808 - Desenzano del Garda, † 1871)
- Tommaso Verani, archivista italiano (Torino, n. 1729 - Chieri, † 1803)

## Arcivescovi(2)
- Tommaso II di Costantinopoli, arcivescovo bizantino († 669)
- Tommaso I di Costantinopoli, arcivescovo e santo bizantino († 610)

## Arcivescovi cattolici(15)
- Tommaso Becket, arcivescovo cattolico inglese (Londra, n. 1118 - Canterbury, † 1170)
- Tommaso Caputo, arcivescovo cattolico italiano (Afragola, n. 1950)
- Tommaso Caracciolo, arcivescovo cattolico italiano (Avellino, n. 1599 - Taranto, † 1663)
- Tommaso Cervioni, arcivescovo cattolico e teologo italiano (Montalcino, n. 1672 - Roma, † 1742)
- Tommaso Leonetti, arcivescovo cattolico italiano (Montefiascone, n. 1902 - Capua, † 1981)
- Tommaso Perondoli, arcivescovo cattolico italiano (Ferrara - Ferrara, † 1445)
- Tommaso Reggio, arcivescovo cattolico italiano (Genova, n. 1818 - Triora, † 1901)
- Giacomo Ruffo, arcivescovo cattolico italiano (Bagnara, n. 1618 - Bari, † 1691)
- Tommaso Michele Salzano, arcivescovo cattolico e teologo italiano (Napoli, n. 1807 - Napoli, † 1890)
- Tommaso de Sarria, arcivescovo cattolico spagnolo (Pontevedra, n. 1606 - Taranto, † 1682)
- Tommaso di Villanova, arcivescovo cattolico e santo spagnolo (Fuenllana, n. 1486 - Valencia, † 1555)
- Tommaso, arcivescovo cattolico italiano († 1320)
- Tommaso Valentinetti, arcivescovo cattolico italiano (Ortona, n. 1952)
- Tommaso Valerio Valeri, arcivescovo cattolico italiano (Santa Fiora, n. 1865 - Sinalunga, † 1950)
- Tommaso Bonaventura della Gherardesca, arcivescovo cattolico italiano (Firenze, n. 1654 - Firenze, † 1721)

## Artisti(1)
- Tom Tattoo, artista italiano (Ancona, n. 1961)

## Astrologi(1)
- Tommaso Palamidessi, astrologo e esoterista italiano (Pisa, n. 1915 - Roma, † 1983)

## Astronomi(1)
- Tommaso Perelli, astronomo italiano (Firenze, n. 1704 - Arezzo, † 1783)

## Attori(7)
- Tommaso Accardo, attore e personaggio televisivo italiano (Gibellina, n. 1939 - Mentana, † 2023)
- Tommaso Bianco, attore italiano (Arzano, n. 1943)
- Tommaso Lazotti, attore italiano (Roma, n. 1988)
- Tommaso Maria Neri, attore e modello italiano (Torino, n. 2001)
- Tommaso Palladino, attore italiano (Napoli, n. 1946)
- Tommaso Ragno, attore italiano (Vieste, n. 1967)
- Tommaso Ramenghi, attore italiano (Milano, n. 1983)

## Attori teatrali(1)
- Tommaso Salvini, attore teatrale e patriota italiano (Milano, n. 1829 - Firenze, † 1915)

## Autori televisivi(1)
- Tommaso Di Giulio, autore televisivo, sceneggiatore e musicista italiano (Roma, n. 1986)

## Avventurieri(1)
- Tommaso Medin, avventuriero e traduttore italiano (Venezia, n. 1725 - Londra, † 1787)

## Avvocati(5)
- Tommaso Corsi, avvocato e politico italiano (Livorno, n. 1814 - Firenze, † 1891)
- Tommaso Siciliani, avvocato, giurista e politico italiano (Ginosa, n. 1882 - Noci, † 1964)
- Tommaso Simonelli, avvocato e politico italiano (Campo, † 1894)
- Tommaso Spasari, avvocato e politico italiano (Chiaravalle Centrale, n. 1900 - Roma, † 1971)
- Tommaso Villa, avvocato e politico italiano (Canale d'Alba, n. 1832 - Torino, † 1915)

## Banchieri(2)
- Tommaso Marino, banchiere italiano (Genova, n. 1475 - Milano, † 1572)
- Tommaso Portinari, banchiere e mecenate italiano (Firenze, n. 1424 - Firenze, † 1501)

## Biatleti(1)
- Tommaso Giacomel, biatleta italiano (Vipiteno, n. 2000)

## Bibliografi(1)
- Tommaso Accurti, bibliografo e presbitero italiano (Porto San Giorgio, n. 1862 - Roma, † 1946)

## Calciatori(23)
- Tommaso Arrigoni, calciatore italiano (Cesena, n. 1994)
- Tommaso Augello, calciatore italiano (Milano, n. 1994)
- Tommaso Baldanzi, calciatore italiano (Poggibonsi, n. 2003)
- Tommaso Barbieri, calciatore italiano (Magenta, n. 2002)
- Tommaso Benvenuti, calciatore sammarinese (n. 2006)
- Tommaso Berni, ex calciatore italiano (Firenze, n. 1983)
- Tommaso Bianchi, calciatore italiano (Piombino, n. 1988)
- Tommaso Biasci, calciatore italiano (San Giuliano Terme, n. 1994)
- Tommaso Cancellotti, calciatore italiano (Gubbio, n. 1992)
- Tommaso Cassandro, calciatore italiano (Dolo, n. 2000)
- Tommaso Caudera, calciatore italiano (Torino, n. 1907 - Torino, † 1968)
- Tommaso Chiecchi, ex calciatore italiano (Zevio, n. 1979)
- Tommaso Corazza, calciatore italiano (Bologna, n. 2004)
- Tommaso D'Orazio, calciatore italiano (Guardiagrele, n. 1990)
- Tommaso Galeotti, calciatore italiano (Pietrasanta, n. 1923)
- Tommaso Guercio, calciatore polacco (Codogno, n. 2005)
- Tommaso Maestrelli, calciatore, allenatore di calcio e dirigente sportivo italiano (Pisa, n. 1922 - Roma, † 1976)
- Tommaso Milanese, calciatore italiano (Galatina, n. 2002)
- Tommaso Pobega, calciatore italiano (Trieste, n. 1999)
- Tommaso Rocchi, ex calciatore italiano (Venezia, n. 1977)
- Mario Scrivano, calciatore italiano (Casale Monferrato, n. 1892 - Casale Monferrato, † 1970)
- Tommaso Vailatti, ex calciatore italiano (Venaria Reale, n. 1986)
- Tommaso Zafferani, calciatore sammarinese (Montegiardino, n. 1996)

## Cantanti(1)
- Tommy Parisi, cantante italiano (Bari, n. 1983)

## Cantautori(3)
- Tommaso Novi, cantautore italiano (Pisa, n. 1979)
- Tommaso Paradiso, cantautore italiano (Roma, n. 1983)
- Tommy Riccio, cantautore italiano (Napoli, n. 1965)

## Cardinali(19)
- Tommaso Ammanati, cardinale e vescovo cattolico italiano (Pistoia - Avignone, † 1396)
- Tommaso Antici, cardinale italiano (Recanati, n. 1731 - Recanati, † 1812)
- Tommaso Arezzo, cardinale e arcivescovo cattolico italiano (Orbetello, n. 1756 - Roma, † 1833)
- Tommaso Badia, cardinale italiano (Modena, n. 1483 - Roma, † 1547)
- Tommaso Bernetti, cardinale italiano (Fermo, n. 1779 - Fermo, † 1852)
- Tommaso Pio Boggiani, cardinale e arcivescovo cattolico italiano (Bosco Marengo, n. 1863 - Roma, † 1942)
- Tommaso Brancaccio, cardinale italiano (Napoli - Roma, † 1427)
- Tommaso di Casasco, cardinale italiano (Casasco - Avignone, † 1390)
- Tommaso da Capua, cardinale, diplomatico e letterato italiano (Capua - Anagni, † 1239)
- Tommaso Maria Ferrari, cardinale italiano (Manduria, n. 1649 - Roma, † 1716)
- Tommaso da Frignano, cardinale italiano (Modena - Roma, † 1381)
- Tommaso Maria Ghilini, cardinale e arcivescovo cattolico italiano (Alessandria, n. 1718 - Torino, † 1787)
- Tommaso Pasquale Gizzi, cardinale e arcivescovo cattolico italiano (Ceccano, n. 1787 - Lenola, † 1849)
- Tommaso Maria Martinelli, cardinale e vescovo cattolico italiano (Sant'Anna di Stazzema, n. 1827 - Roma, † 1888)
- Tommaso di Ocre, cardinale italiano (Ocre - Napoli, † 1300)
- Tommaso Orsini, cardinale italiano (Roma - Montenero Sabino, † 1390)
- Tommaso Riario Sforza, cardinale italiano (Napoli, n. 1782 - Roma, † 1857)
- Tommaso Ruffo, cardinale e arcivescovo cattolico italiano (Napoli, n. 1663 - Roma, † 1753)
- Tommaso Maria Zigliara, cardinale, teologo e filosofo francese (Bonifacio, n. 1833 - Roma, † 1893)

## Ceramisti(1)
- Tommaso Dal Pozzo, ceramista, pittore e storico dell'arte italiano (Faenza, n. 1862 - Faenza, † 1906)

## Cestisti(11)
- Tommaso Baldasso, cestista italiano (Torino, n. 1998)
- Tommaso Fantoma, cestista italiano (Pontedera, n. 2003)
- Tommaso Fantoni, cestista italiano (Livorno, n. 1985)
- Tommaso Guariglia, cestista italiano (Salerno, n. 1997)
- Tommaso Ingrosso, cestista italiano (Pescia, n. 1992)
- Tommaso Laquintana, cestista italiano (Monopoli, n. 1995)
- Tommaso Marino, ex cestista, opinionista e youtuber italiano (Siena, n. 1986)
- Tommaso Oxilia, cestista italiano (Loano, n. 1998)
- Tommaso Plateo, ex cestista italiano (Roma, n. 1978)
- Tommaso Raspino, cestista italiano (Vercelli, n. 1989)
- Tommaso Rinaldi, ex cestista italiano (Rimini, n. 1985)

## Ciclisti su strada(2)
- Tommaso De Prà, ex ciclista su strada italiano (Mortara, n. 1938)
- Tommaso Nencini, ciclista su strada e pistard italiano (Firenze, n. 2000)

## Collezionisti d'arte(1)
- Tommaso Obizzi, collezionista d'arte italiano (Padova, n. 1750 - Battaglia, † 1803)

## Comici(1)
- Tommycassi, comico, attore e youtuber italiano (Genova, n. 2000)

## Compositori(5)
- Tommaso Bai, compositore e cantore italiano (Crevalcore - Roma, † 1714)
- Tommaso Bernardo Gaffi, compositore italiano (Roma, n. 1667 - Roma, † 1744)
- Tommaso Giordani, compositore italiano (Napoli - Dublino, † 1806)
- Tommaso Leddi, compositore, musicista e polistrumentista italiano (Milano, n. 1955)
- Tommaso de Mauro, compositore italiano

## Conduttori televisivi(1)
- Tommaso Zorzi, conduttore televisivo, scrittore e personaggio televisivo italiano (Milano, n. 1995)

## Critici letterari(1)
- Tommaso Parodi, critico letterario italiano (Bari, n. 1886 - Trani, † 1914)

## Diplomatici(2)
- Tommaso Carletti, diplomatico e politico italiano (Viterbo, n. 1860 - Viterbo, † 1919)
- Tommaso Tittoni, diplomatico e politico italiano (Roma, n. 1855 - Roma, † 1931)

## Dirigenti d'azienda(1)
- Tommaso Pompei, dirigente d'azienda italiano (Roma, n. 1942)

## Dirigenti sportivi(1)
- Tommaso Maurizi, dirigente sportivo, ex calciatore e ex giocatore di calcio a 5 italiano (Artena, n. 1968)

## Disc jockey(2)
- Tommyknocker, disc jockey italiano (Roma, n. 1977)
- Tommy Vee, disc jockey e produttore discografico italiano (Venezia, n. 1973)

## Economisti(5)
- Tommaso Bruni, economista e scrittore italiano (Francavilla al Mare, n. 1838 - Francavilla al Mare, † 1911)
- Tommaso Fanfani, economista e storico italiano (Pieve Santo Stefano, n. 1943 - Viareggio, † 2011)
- Tommaso Nannicini, economista e politico italiano (Montevarchi, n. 1973)
- Tommaso Padoa-Schioppa, economista e banchiere italiano (Belluno, n. 1940 - Roma, † 2010)
- Tommaso Zerbi, economista e politico italiano (Cermenate, n. 1908 - Milano, † 2001)

## Fantini(2)
- Tommaso Felloni, fantino italiano (Siena, n. 1768 - Siena, † 1810)
- Tommaso Masini, fantino italiano (Siena, n. 1729)

## Filologi(2)
- Tommaso Magistro, filologo, grammatico e scrittore bizantino (Tessalonica)
- Tommaso Vallauri, filologo classico, latinista e politico italiano (Chiusa di Pesio, n. 1805 - Torino, † 1897)

## Filosofi(7)
- Tommaso Campailla, filosofo, poeta e medico italiano (Modica, n. 1668 - Modica, † 1740)
- Tommaso Campanella, filosofo, teologo e poeta italiano (Stignano, n. 1568 - Parigi, † 1639)
- Tommaso Del Bene, filosofo, teologo e letterato italiano (Maruggio, n. 1592 - † 1673)
- Tommaso Gallo, filosofo francese († 1246)
- Tommaso Rossi, filosofo italiano (San Giorgio la Montagna, n. 1673 - Benevento, † 1743)
- Tommaso di Erfurt, filosofo tedesco
- Tommaso Valperga di Caluso, filosofo, astronomo e fisico italiano (Torino, n. 1737 - Torino, † 1815)

## Fotografi(1)
- Tommaso Burato, fotografo dalmata (Ragusa, n. 1840 - Zara, † 1910)

## Francescani(4)
- Tommaso da Celano, francescano, poeta e scrittore italiano (Celano - Val de' Varri)
- Tommaso da Tolentino, francescano e beato italiano (Tolentino - Thane, † 1321)
- Tommaso di Pavia, francescano e storico italiano (Pavia - Pavia)
- Tommaso Illirico, francescano italiano (Aurana, n. 1484 - Carnolès, † 1528)

## Fumettisti(1)
- Spugna, fumettista italiano (Brescia, n. 1989)

## Galleristi(1)
- Tommaso Puccini, gallerista italiano (Pistoia, n. 1749 - Firenze, † 1811)

## Generali(4)
- Tommaso Ferrero della Marmora, generale italiano (Torino, n. 1768 - Napoli, † 1832)
- Tommaso Gargallo di Castel Lentini, generale italiano (Roma, n. 1962)
- Tommaso Salsa, generale italiano (Treviso, n. 1857 - Treviso, † 1913)
- Tommaso lo Slavo, generale bizantino († 823)

## Gesuiti(2)
- Tommaso Ceva, gesuita, poeta e matematico italiano (Milano, n. 1648 - Milano, † 1737)
- Tommaso Tamburino, gesuita e filosofo italiano (Caltanissetta, n. 1591 - Palermo, † 1675)

## Ginnasti(2)
- Tommaso Brugnami, ginnasta italiano (Ascoli Piceno, n. 2006)
- Tommaso De Vecchis, ginnasta italiano (Como, n. 1992)

## Giornalisti(10)
- Tommaso Besozzi, giornalista e scrittore italiano (Vigevano, n. 1903 - Roma, † 1964)
- Tommaso Cerno, giornalista e politico italiano (Udine, n. 1975)
- Tommaso Gallarati Scotti, II principe di Molfetta, giornalista, patriota e principe italiano (Milano, n. 1819 - Milano, † 1905)
- Tommaso Giglio, giornalista, poeta e traduttore italiano (Pontecorvo, n. 1923 - Genova, † 1987)
- Tommaso Labate, giornalista, conduttore televisivo e conduttore radiofonico italiano (Cosenza, n. 1979)
- Tommaso Locatelli, giornalista e editore italiano (Venezia, n. 1799 - Venezia, † 1868)
- Tommaso Mecarozzi, giornalista e telecronista sportivo italiano (Torrita di Siena, n. 1975)
- Tommaso Paloscia, giornalista, critico d'arte e storico dell'arte italiano (Roma, n. 1918 - Firenze, † 2005)
- Tommaso Pellizzari, giornalista italiano (Verona, n. 1967)
- Tommaso Polidoro, giornalista, scrittore e autore televisivo italiano (Cassino, n. 1951)

## Giuristi(12)
- Tommaso Caravita, giurista e magistrato italiano (Napoli - Napoli, † 1815)
- Tommaso Saverio Caravita, giurista italiano (Napoli, n. 1678 - Napoli, † 1744)
- Tommaso Claps, giurista, poeta e storico italiano (Avigliano, n. 1871 - Avigliano, † 1945)
- Tommaso Corsini, giurista italiano († 1366)
- Tommaso Diplovatazio, giurista bizantino (Corfù, n. 1468 - Pesaro, † 1541)
- Tommaso Edoardo Frosini, giurista, costituzionalista e avvocato italiano (Catania, n. 1964)
- Tommaso Morlino, giurista e politico italiano (Irsina, n. 1925 - Roma, † 1983)
- Tommaso Nani, giurista italiano (Morbegno, n. 1757 - Milano, † 1813)
- Tommaso Natale, giurista e filologo italiano (Palermo, n. 1733 - Palermo, † 1819)
- Tommaso Maurizio Richeri, giurista italiano (La Morra, n. 1733 - Torino, † 1797)
- Tommaso Scipioni, giurista italiano (Genzano, n. 1705 - Ferrara, † 1755)
- Tommaso da Tortona, giurista italiano (Ferrara, † 1385)

## Hockeisti su ghiaccio(4)
- Tommaso De Luca, hockeista su ghiaccio italiano (Aosta, n. 2004)
- Tommaso Migliore, ex hockeista su ghiaccio italiano (Torino, n. 1988)
- Tommaso Teruggia, hockeista su ghiaccio italiano (Varese, n. 1983)
- Tommaso Traversa, hockeista su ghiaccio italiano (Torino, n. 1990)

## Imprenditori(7)
- Tommaso Annoscia, imprenditore e dirigente sportivo italiano (Bari, n. 1904 - Bari, † 1983)
- Tommaso Barbieri, imprenditore e antifascista italiano (Parma, n. 1890 - † 1944)
- Tommaso Berger, imprenditore italiano (Vienna, n. 1929 - Rio de Janeiro, † 2009)
- Tommaso Dragotto, imprenditore italiano (Palermo, n. 1938)
- Tommaso Ghirardi, imprenditore e dirigente sportivo italiano (Brescia, n. 1975)
- Tommaso Giulini, imprenditore e dirigente sportivo italiano (Milano, n. 1977)
- Tommaso Michelagnoli, imprenditore e dirigente pubblico italiano (Signa, n. 1798 - † 1873)

## Incisori(4)
- Tommaso Cuccioni, incisore e fotografo italiano (Roma - † 1864)
- Tommaso Aloisio Juvara, incisore italiano (Messina, n. 1809 - Roma, † 1875)
- Tommaso Mercandetti, incisore e medaglista italiano (Roma, n. 1758 - Roma, † 1821)
- Tommaso Piroli, incisore e editore italiano (Roma, n. 1752 - Roma, † 1824)

## Informatici(1)
- Tommaso Toffoli, informatico italiano (Montereale Valcellina, n. 1943)

## Ingegneri(2)
- Tommaso Agudio, ingegnere, imprenditore e politico italiano (Malgrate, n. 1827 - Torino, † 1893)
- Tommaso Francini, ingegnere italiano (Firenze, n. 1572 - Saint-Germain-en-Laye, † 1651)

## Insegnanti(1)
- Tommaso Welbourne, insegnante inglese (Kitenbushel - York, † 1605)

## Investigatori(1)
- Tom Ponzi, investigatore e criminologo italiano (Pola, n. 1921 - Busto Arsizio, † 1997)

## Letterati(4)
- Tommaso Azzocchi, letterato, presbitero e traduttore italiano (Roma, n. 1791 - Roma, † 1863)
- Tommaso Calcagnini, letterato italiano (Ferrara)
- Tommaso Gozzadini, letterato italiano (Bologna, n. 1260 - † 1330)
- Tommaso Inghirami, letterato e umanista italiano (Volterra, n. 1470 - Roma, † 1516)

## Liutai(1)
- Tommaso Balestrieri, liutaio italiano (n. 1720 - Mantova)

## Mafiosi(2)
- Tommaso Buscetta, mafioso e collaboratore di giustizia italiano (Palermo, n. 1928 - North Miami, † 2000)
- Tommaso Gagliano, mafioso italiano (Corleone, n. 1883 - New York, † 1951)

## Magistrati(3)
- Tommaso Giuseppe Luigi Girod, magistrato e politico italiano (Rumilly, n. 1799 - Bourdeau, † 1866)
- Tommaso Novelli, magistrato italiano (Formicola, n. 1911 - † 2014)
- Tommaso del Mercato, magistrato italiano (Laureana Cilento - Laureana Cilento)

## Matematici(3)
- Tommaso Boggio, matematico italiano (Valperga, n. 1877 - Torino, † 1963)
- Tommaso Maria Gabrini, matematico italiano (Roma, n. 1726 - Roma, † 1808)
- Tommaso Ruggeri, matematico e fisico italiano (Messina, n. 1947)

## Medici(7)
- Tommaso Alghisi, medico italiano (Firenze, n. 1669 - † 1713)
- Tommaso Casoni, medico italiano (Imola, n. 1880 - Imola, † 1933)
- Tommaso Cornelio, medico, matematico e filosofo italiano (Rovito, n. 1614 - Napoli, † 1684)
- Tommaso Neri, medico e scrittore italiano (Tivoli)
- Tommaso Prelà, medico italiano (Bastia, n. 1765 - Roma, † 1846)
- Tommaso da Vico, medico italiano (Verona, † 1531)
- Tommaso del Garbo, medico italiano (Firenze - Firenze, † 1370)

## Mercanti(2)
- Tommaso Benci, mercante, poeta e scrittore italiano (n. 1427 - Firenze, † 1470)
- Tommaso Guadagni, mercante italiano

## Mezzofondisti(1)
- Tommaso Assi, mezzofondista e allenatore di atletica leggera italiano (Trani, n. 1935 - † 1983)

## Militari(12)
- Tommaso Caracciolo, militare italiano (Napoli, n. 1572 - Napoli, † 1631)
- Tommaso Clary, militare italiano (Napoli, n. 1798 - Roma, † 1878)
- Tommaso Dal Molin, militare e aviatore italiano (Molino di Altissimo, n. 1902 - Lago di Garda, † 1930)
- Tommaso De Cristoforis, militare italiano (Casale Monferrato, n. 1841 - Dogali, † 1887)
- Tommaso Gulli, militare italiano (Faenza, n. 1879 - Spalato, † 1920)
- Tommaso Lamberti, militare e marinaio italiano (Montecorvino Pugliano, n. 1908 - Taranto, † 1939)
- Tommaso Latini, militare italiano (Roseto degli Abruzzi, n. 1893 - Dobrova, † 1942)
- Tommaso Lequio di Assaba, militare e cavaliere italiano (Cuneo, n. 1893 - Roma, † 1965)
- Tommaso Parini, militare e aviatore italiano (Margherita di Savoia, n. 1907 - La Fresneda, † 1938)
- Tommaso Porcelli, militare italiano (Bari, n. 1916 - Daharboruk, † 1940)
- Tommaso Susanna, militare e politico italiano (Catanzaro, n. 1754)
- Tommaso Zonza, militare italiano (La Maddalena, n. 1757 - La Maddalena, † 1842)

## Monaci cristiani(3)
- Tommaso da Kempis, monaco cristiano, mistico e biografo tedesco (Kempen - Zwolle, † 1471)
- Tommaso di Terreti, monaco cristiano e santo italiano (Reggio Calabria - † 1000)
- Tommaso di Marga, monaco cristiano, vescovo cristiano orientale e scrittore siro

## Musicisti(3)
- Tommaso Carapella, musicista italiano (Cerreto Beneventano, n. 1655 - Napoli, † 1736)
- Tommaso Coccione, musicista, fisarmonicista e compositore italiano (Poggiofiorito, n. 1905 - † 1941)
- Tommaso Ottomano, musicista, produttore discografico e regista italiano (Orbetello, n. 1990)

## Navigatori(1)
- Tommaso David, marinaio e militare italiano (Esperia, n. 1875 - Genova, † 1959)

## Nobili(25)
- Tommaso Baldinotti, nobile, presbitero e poeta italiano (Pistoia, n. 1451 - Pistoia, † 1511)
- Tommaso da Celano, nobile italiano
- Tommaso Cantacuzeno, nobile e generale bizantino († 1463)
- Tommaso Caracciolo, V conte di Gerace, nobile italiano (Napoli - Roma, † 1466)
- Tommaso di Clare, nobile inglese (Tonbridge - Irlanda, † 1287)
- Tommaso Corsini, nobile e politico italiano (Firenze, n. 1835 - Manciano, † 1919)
- Tommaso Gallarati Scotti, nobile, scrittore e militare italiano (Milano, n. 1878 - Bellagio, † 1966)
- Tommaso Gessi, nobile e politico italiano (Faenza, n. 1844 - Faenza, † 1913)
- Tommaso Leonetti, nobile, politico e funzionario italiano (Napoli, n. 1910 - Napoli, † 1975)
- Tommaso III Malaspina, nobile italiano (Villafranca in Lunigiana, n. 1749 - Villafranca in Lunigiana, † 1834)
- Tommaso Marzano, nobile italiano (Capua)
- Tommaso Moncada, nobile e patriarca cattolico italiano (Messina, n. 1710 - Messina, † 1762)
- Tommaso Plantageneto, I duca di Clarence, nobile inglese (Londra, n. 1388 - Baugé, † 1421)
- Tommaso Plantageneto, I duca di Gloucester, nobile inglese (Woodstock, n. 1355 - Calais, † 1397)
- Tommaso Plantageneto, II conte di Lancaster, nobile britannico (Pontefract, † 1322)
- Tommaso Plantageneto, I conte di Norfolk, nobile britannico (Brotherton, n. 1300 - Castello di Framlingham, † 1338)
- Tommaso Preljubović, nobile serbo (Giannina, † 1384)
- Tommaso II Sanseverino, nobile italiano († 1324)
- Tommaso III di Savoia, nobile (Savoia - Saint-Genix-sur-Guiers, † 1282)
- Tommaso di Marle, nobile francese (n. 1080 - † 1130)
- Tommaso II, nobile ungherese († 1186)
- Tommaso I, nobile ungherese
- Tommaso Ottaviano II Ghilini, nobile e politico italiano (Alessandria, n. 1667 - Alessandria, † 1748)
- Tommaso Valmarana, nobile italiano (n. 1909 - † 1991)
- Tommaso de' Cavalieri, nobile italiano (Roma, n. 1509 - Roma, † 1587)

## Nuotatori(2)
- Tommaso D'Orsogna, nuotatore australiano (Perth, n. 1990)
- Tommaso Romani, nuotatore italiano (Fiesole, n. 1992)

## Orafi(1)
- Tommaso Rinaldi, orafo italiano (Modena, n. 1814 - † 1877)

## Organari(1)
- Tommaso Vitani da Brescia, organaro italiano (Brescia)

## Ornitologi(1)
- Tommaso Salvadori, ornitologo e patriota italiano (Porto San Giorgio, n. 1835 - Torino, † 1923)

## Paleografi(1)
- Tommaso Gasparotti, paleografo, archivista e pittore italiano (Parma, n. 1785 - Parma, † 1847)

## Pallanuotisti(4)
- Tommaso Busilacchi, pallanuotista italiano (Jesi, n. 1994)
- Tommaso Gianazza, pallanuotista italiano (Legnano, n. 2002)
- Tommaso Negri, pallanuotista italiano (Genova, n. 1986)
- Tommaso Vergano, pallanuotista italiano (Genova, n. 1993)

## Pallavolisti(2)
- Tommaso Rinaldi, pallavolista italiano (Cuneo, n. 2001)
- Tommaso Stefani, pallavolista italiano (Bagno a Ripoli, n. 2001)

## Patriarchi cattolici(3)
- Tommaso Agni, patriarca cattolico italiano (Lentini - San Giovanni d'Acri, † 1277)
- Tommaso Donà, patriarca cattolico italiano (n. 1434 - Venezia, † 1504)
- Tommaso Morosini, patriarca cattolico italiano (Venezia - Tessalonica, † 1211)

## Patrioti(5)
- Tommaso Albarella, patriota italiano (Montefusco, n. 1819 - Acerra, † 1894)
- Tommaso Giardino, patriota italiano (Catanzaro, n. 1799)
- Tommaso Malagodi, patriota italiano (Cento, n. 1826 - † 1894)
- Tommaso Marani, patriota italiano (Brenzone, n. 1832 - Adria, † 1880)
- Tommaso Parodi, patriota italiano (Genova, n. 1791 - Genova, † 1890)

## Pattinatori di short track(1)
- Tommaso Dotti, pattinatore di short track italiano (Milano, n. 1993)

## Piloti motociclistici(2)
- Tommaso Marcon, pilota motociclistico italiano (Cittadella, n. 1999)
- Tommaso Montanari, pilota motociclistico italiano (Terni, n. 1991)

## Pittori(41)
- Tommaso Aldrovandini, pittore italiano (Bologna, n. 1653 - Bologna, † 1736)
- Tommaso Aleni, pittore italiano (Cremona)
- Tommaso Baldini, pittore italiano (Firenze, n. 1870 - Pescia, † 1925)
- Tommaso Bernabei detto il Papacello, pittore italiano (Cortona, n. 1505 - Cortona, † 1559)
- Tommaso Bona, pittore italiano (Brescia, n. 1548 - Brescia, † 1614)
- Tommaso Cagnola, pittore italiano
- Tommaso Campana, pittore italiano
- Tommaso Cascella, pittore e ceramista italiano (Ortona, n. 1890 - Pescara, † 1968)
- Tommaso Colonnello, pittore italiano (Buenos Aires, n. 1896 - Ortona, † 1975)
- Tommaso Conca, pittore italiano (Roma, n. 1734 - Roma, † 1822)
- Tommaso De Vigilia, pittore italiano (Palermo)
- Tommaso De Vivo, pittore italiano (Orta di Atella - Napoli, † 1884)
- Tommaso Dolabella, pittore italiano (Belluno, n. 1570 - Cracovia, † 1650)
- Tommaso Ferraro, pittore, scultore e architetto italiano (Giuliana - † 1588)
- Tommaso Gazzarrini, pittore italiano (Livorno, n. 1790 - Firenze, † 1853)
- Tommaso Gherardini, pittore italiano (Firenze, n. 1715 - Firenze, † 1797)
- Tommaso Giusti, pittore e architetto italiano (Venezia, n. 1644 - Hannover, † 1729)
- Tommaso Gnone, pittore e incisore italiano (Torino, n. 1906 - Recco, † 1988)
- Tommaso Juglaris, pittore italiano (Moncalieri, n. 1844 - Moncalieri, † 1925)
- Tommaso Laureti, pittore e architetto italiano (Palermo - Roma)
- Tommaso Lorenzone, pittore italiano (Pancalieri, n. 1824 - Torino, † 1902)
- Tommaso Luini, pittore italiano (Roma, n. 1601 - † 1636)
- Maso da San Friano, pittore italiano (Firenze, n. 1531 - Firenze, † 1571)
- Tommaso Martini, pittore italiano (Bivongi, n. 1688 - Bivongi, † 1755)
- Masolino da Panicale, pittore italiano (Panicale, n. 1383 - Firenze)
- Tommaso Minardi, pittore e docente italiano (Faenza, n. 1787 - Roma, † 1871)
- Tommaso Nardini, pittore italiano (Ascoli Piceno, n. 1658 - Ascoli Piceno, † 1718)
- Tommaso Nasini, pittore italiano (Castel del Piano, n. 1663 - Foligno, † 1746)
- Tommaso Pollace, pittore italiano (Palermo, n. 1748 - Caltanissetta, † 1830)
- Tommaso Porta, pittore italiano (Brescia - Verona, † 1768)
- Tommaso Redi, pittore italiano (Firenze, n. 1665 - Firenze, † 1726)
- Tommaso Salini, pittore italiano (Roma - Roma, † 1625)
- Tommaso Sandrino, pittore italiano (Brescia, n. 1580 - † 1630)
- Tommaso Maria Sciacca, pittore italiano (Mazara del Vallo, n. 1734 - Lendinara, † 1795)
- Tommaso de Stefani, pittore italiano
- Tommaso degli Stefani, pittore italiano (Napoli, n. 1231 - Napoli, † 1310)
- Tommaso da Modena, pittore e miniatore italiano (Modena, n. 1326 - † 1379)
- Tommaso di Piero del Trombetto, pittore italiano (Prato, n. 1464)
- Tommaso Vincidor, pittore e architetto italiano (Bologna, n. 1493 - Breda, † 1536)
- Tommaso Vitrioli, pittore italiano (Reggio Calabria, n. 1857 - Reggio Calabria, † 1931)
- Tommaso del Mazza, pittore italiano

## Poeti(13)
- Tommaso Avagliano, poeta, editore e scrittore italiano (Cava de' Tirreni, n. 1940 - Cava de' Tirreni, † 2021)
- Tommaso Aversa, poeta e drammaturgo italiano (Mistretta, n. 1623 - Palermo, † 1663)
- Tommaso Caloiro, poeta e giurista italiano (Messina, n. 1302 - Messina, † 1341)
- Tommaso Cannizzaro, poeta, critico letterario e traduttore italiano (Messina, n. 1838 - Messina, † 1921)
- Tommaso Crudeli, poeta e giurista italiano (Poppi, n. 1702 - Poppi, † 1745)
- Tommaso Di Francesco, poeta, giornalista e scrittore italiano (Roma, n. 1948)
- Tommaso Gargallo, poeta italiano (Siracusa, n. 1760 - Siracusa, † 1843)
- Tommaso Gaudiosi, poeta italiano (Cava de' Tirreni - Cava de' Tirreni)
- Tommaso Lisi, poeta italiano (Coreno Ausonio, n. 1935)
- Tommaso Sgricci, poeta e attore teatrale italiano (Castiglion Fiorentino, n. 1789 - Arezzo, † 1836)
- Tommaso Stigliani, poeta, scrittore e critico letterario italiano (Matera, n. 1573 - Roma, † 1651)
- Tommaso di Sasso, poeta italiano (Messina)
- Tommaso Niccolò d'Aquino, poeta italiano (Taranto, n. 1665 - Taranto, † 1721)

## Politici(45)
- Tommaso Abbate, politico e economista italiano (Palermo, n. 1820 - Palermo, † 1888)
- Tommaso Acciaiuoli, politico italiano
- Tommaso Ajroldi, politico italiano (Milano, n. 1904 - † 1985)
- Tommaso Avezzano Comes, politico italiano (Monopoli, n. 1921 - † 1994)
- Tommaso Barbato, politico italiano (Marigliano, n. 1952)
- Tommaso Biamonte, politico e partigiano italiano (Gimigliano, n. 1921 - Salerno, † 2010)
- Tommaso Bisagno, politico italiano (Signa, n. 1935 - Firenze, † 2014)
- Tommaso Bisi, politico italiano (Milano, n. 1887 - Mulazzano, † 1945)
- Tommaso Brunelli, politico italiano (Firenze, n. 1889)
- Tommaso Calderone, politico italiano (Barcellona Pozzo di Gotto, n. 1963)
- Tommaso Cambray-Digny, politico italiano (Firenze, n. 1845 - San Piero a Sieve, † 1901)
- Tommaso Casillo, politico italiano (Casoria, n. 1955)
- Tommaso Celesia di Vegliasco, politico italiano (Oneglia, n. 1820 - Torino, † 1892)
- Tommaso Coletti, politico italiano (Ortona, n. 1949)
- Tommaso Corsini, politico italiano (Firenze, n. 1903 - † 1980)
- Tommaso Corsini, politico italiano (Firenze, n. 1767 - Roma, † 1856)
- Tommaso Currò, politico italiano (Milazzo, n. 1973)
- Tommaso De Amicis, politico e dermatologo italiano (Alfedena, n. 1838 - Napoli, † 1924)
- Tommaso Foti, politico italiano (Piacenza, n. 1960)
- Tommaso Ginoble, politico italiano (Roseto degli Abruzzi, n. 1953)
- Tommaso Antonio Maria Lanzilli, politico italiano (Benevento, n. 1801 - Avellino, † 1878)
- Tommaso Lauri, politico italiano (Firenze, n. 1818 - Macerata, † 1894)
- Tommaso Leone Marchesano, politico e avvocato italiano (Palermo, n. 1893 - † 1968)
- Tommaso Mancia, politico italiano (Polverigi, n. 1942 - Fabriano, † 2007)
- Tommaso Manzone, politico italiano (Piana degli Albanesi, n. 1819 - Genova, † 1893)
- Tommaso Martini, politico italiano (Oria, n. 1822 - Napoli, † 1893)
- Tommaso Mauro, politico italiano (Trapani, n. 1853 - Roma, † 1939)
- Tommaso Melodia, politico italiano (Altamura, n. 1802 - Altamura, † 1888)
- Tommaso Mocenigo, politico, diplomatico e militare italiano (Venezia, n. 1343 - Venezia, † 1423)
- Tommaso Pellegrino, politico e medico italiano (Polla, n. 1972)
- Tommaso Perantuono, politico italiano (Tollo, n. 1929)
- Tommaso Rossi, politico italiano (Cardeto, n. 1927 - Reggio Calabria, † 2012)
- Tommaso Senise, politico italiano (Corleto Perticara, n. 1848 - Napoli, † 1920)
- Tommaso Sergiusti, politico italiano (Lucca, n. 1780 - † 1852)
- Tommaso Sodano, politico italiano (Pomigliano d'Arco, n. 1957)
- Tommaso di Somma, politico italiano (Circello, n. 1737 - Napoli, † 1826)
- Tommaso Sorgi, politico e sociologo italiano (Campli, n. 1921 - Teramo, † 2018)
- Tommaso Spinola, politico italiano (Milano, n. 1803 - Genova, † 1879)
- Tommaso Strozzi, politico italiano (Firenze - Mantova)
- Tommaso, politico bizantino
- Tommaso I d'Aquino, politico e generale italiano (Alvito - † 1251)
- Tommaso II d'Aquino, politico italiano (Palermo, † 1273)
- Tommaso Tonello, politico e antifascista italiano (Fontanelle, n. 1873 - † 1965)
- Tommaso d'Avalos, politico e diplomatico italiano (Napoli, n. 1752 - Palermo, † 1806)
- Tommaso de Bassus, politico svizzero (Poschiavo, n. 1742 - Sandersdorf, † 1815)

## Predicatori(1)
- Tommaso Caccini, predicatore italiano (Firenze, n. 1574 - Firenze, † 1648)

## Presbiteri(12)
- Tommaso Catani, presbitero e scrittore italiano (Firenze, n. 1858 - † 1925)
- Tommaso Fazello, presbitero, storico e antiquario italiano (Sciacca, n. 1498 - Palermo, † 1570)
- Tommaso Maria Fusco, presbitero italiano (Pagani, n. 1831 - Nocera Inferiore, † 1891)
- Tommaso Hélye, presbitero francese (Biville - Biville, † 1257)
- Tommaso Leccisotti, presbitero, storico e archivista italiano (Torremaggiore, n. 1895 - Montecassino, † 1982)
- Tommaso Papa, presbitero, storico e poeta italiano (Alcamo, n. 1907 - Alcamo, † 1983)
- Tommaso Pendola, prete e educatore italiano (Genova, n. 1800 - Siena, † 1883)
- Tommaso Poggini, presbitero e scrittore italiano (San Piero a Sieve, n. 1709 - San Piero a Sieve, † 1781)
- Tommaso Silvestri, presbitero e educatore italiano (Trevignano Romano, n. 1744 - Trevignano Romano, † 1789)
- Tommaso Stenico, presbitero italiano (Borgo Valsugana, n. 1947)
- Tommaso Terrinoni, presbitero italiano (Fiuggi, n. 1840 - Fiuggi, † 1912)
- Tommaso da Cori, presbitero italiano (Cori, n. 1655 - Bellegra, † 1729)

## Principi(1)
- Tommaso Francesco di Savoia, principe italiano (Torino, n. 1596 - Torino, † 1656)

## Produttori discografici(2)
- Tommaso Casigliani, produttore discografico e musicista italiano (Pisa, n. 1972)
- Tommaso Colliva, produttore discografico e tecnico del suono italiano (Genova, n. 1981)

## Pugili(2)
- Tommaso Galli, pugile italiano (Roma, n. 1941 - Roma, † 2024)
- Tommaso Russo, ex pugile italiano (Marcianise, n. 1971)

## Rapper(1)
- Piotta, rapper e produttore discografico italiano (Roma, n. 1973)

## Registi(1)
- Tommaso Santi, regista e sceneggiatore italiano (Prato, n. 1974)

## Religiosi(11)
- Tommaso Bellacci, religioso italiano (Firenze - Rieti, † 1447)
- Tommaso Capdevila Miró, religioso spagnolo (Maldà, n. 1914 - Barbastro, † 1936)
- Tommaso Guasco, religioso italiano (Alessandria, n. 1283 - Alessandria, † 1346)
- Tommaso Mannarini, religioso, teologo e letterato italiano (Palermo, n. 1585 - Palermo, † 1637)
- Tommaso Maria Napoli, religioso, architetto e ingegnere italiano (Palermo, n. 1659 - Palermo, † 1725)
- Tommaso Obicini, religioso e arabista italiano (Nonio, n. 1585 - Roma, † 1632)
- Tommaso Sardi, religioso italiano (Firenze, n. 1458 - Firenze, † 1517)
- Tommaso da Olera, religioso italiano (Olera, n. 1563 - Innsbruck, † 1631)
- Tommaso da Orvieto, religioso italiano (Orvieto - Orvieto, † 1343)
- Tommaso d'Irlanda, religioso, filosofo e saggista irlandese († 1338)
- Tommaso d'Aquino, religioso, teologo e filosofo italiano (Roccasecca - Piperno, † 1274)

## Rivoluzionari(2)
- Masaniello, rivoluzionario italiano (Napoli, n. 1620 - Napoli, † 1647)
- Tommaso Masaracchio, rivoluzionario italiano (Niscemi, n. 1820 - Niscemi, † 1900)

## Rugbisti a 15(10)
- Tommaso Allan, rugbista a 15 italiano (Vicenza, n. 1993)
- Tommaso Altissimi, rugbista a 15 e allenatore di rugby a 15 italiano (Roma, n. 1900)
- Tommaso Benvenuti, rugbista a 15 italiano (Vittorio Veneto, n. 1990)
- Tommaso Boni, rugbista a 15 italiano (Mestre, n. 1993)
- Tommaso Castello, ex rugbista a 15 italiano (Genova, n. 1991)
- Tommaso D'Apice, ex rugbista a 15 italiano (Benevento, n. 1988)
- Tommaso Fattori, rugbista a 15 e allenatore di rugby a 15 italiano (Foligno, n. 1909 - L'Aquila, † 1960)
- Tommaso Iannone, ex rugbista a 15 italiano (Treviso, n. 1990)
- Tommaso Menoncello, rugbista a 15 italiano (Treviso, n. 2002)
- Tommaso Reato, ex rugbista a 15 italiano (Rovigo, n. 1984)

## Sceneggiatori(2)
- Tommaso Avati, sceneggiatore italiano (Bologna, n. 1969)
- Tommaso Chiaretti, sceneggiatore, scrittore e critico cinematografico italiano (Leonessa, n. 1926 - Roma, † 1987)

## Scenografi(1)
- Tommaso Bezzi, scenografo, pittore e architetto italiano (Venezia - Modena, † 1729)

## Schermidori(3)
- Tommaso Costantino, schermidore italiano (Tunisi, n. 1885 - Brindisi, † 1950)
- Tommaso Marini, schermidore italiano (Ancona, n. 2000)
- Tommaso Montano, ex schermidore italiano (Livorno, n. 1953)

## Sciatori alpini(3)
- Tommaso Balasso, ex sciatore alpino italiano (Schio, n. 1981)
- Tommaso Saccardi, sciatore alpino italiano (n. 2001)
- Tommaso Sala, sciatore alpino italiano (Milano, n. 1995)

## Scrittori(18)
- Tommaso Bordonaro, scrittore italiano (Bolognetta, n. 1909 - Florida, † 2000)
- Tommaso Casini, scrittore, storico e critico letterario italiano (Pragatto di Crespellano, n. 1859 - Bazzano, † 1917)
- Tommaso Costo, scrittore italiano (Napoli - Napoli)
- Tommaso di Ciaula, scrittore, poeta e sceneggiatore italiano (Adelfia, n. 1941 - Bitetto, † 2021)
- Tommaso Federici, scrittore e giornalista italiano (Canterano, n. 1927 - Roma, † 2002)
- Tommaso Fiore, scrittore e politico italiano (Altamura, n. 1884 - Bari, † 1973)
- Tommaso Gherardi del Testa, scrittore italiano (Terricciola, n. 1818 - Pistoia, † 1881)
- Tommaso Giartosio, scrittore, poeta e conduttore radiofonico italiano (Roma, n. 1963)
- Tommaso Grossi, scrittore, poeta e notaio italiano (Bellano, n. 1790 - Milano, † 1853)
- Tommaso Labranca, scrittore, autore televisivo e conduttore radiofonico italiano (Milano, n. 1962 - Pantigliate, † 2016)
- Tommaso Landolfi, scrittore, poeta e traduttore italiano (Pico, n. 1908 - Ronciglione, † 1979)
- Masuccio Salernitano, scrittore italiano (Salerno - Salerno, † 1475)
- Tommaso Ottonieri, scrittore italiano (Avezzano, n. 1958)
- Tommaso Percivale, scrittore italiano (Ovada, n. 1977)
- Tommaso Pincio, scrittore italiano (Roma, n. 1963)
- Tommaso d'Inghilterra, scrittore britannico
- Tommaso di Edessa, scrittore siriaco (Costantinopoli)
- Tommaso di Cantimpré, scrittore e teologo fiammingo (Sint-Pieters-Leeuw, n. 1201 - Lovanio, † 1272)

## Scultori(15)
- Tommaso Bandini, scultore italiano (Felino, n. 1807 - Parma, † 1849)
- Tommaso Bonazza, scultore e architetto italiano (Venezia, n. 1696 - Padova, † 1775)
- Tommaso Bucciano, scultore italiano (San Giorgio La Molara, n. 1757 - † 1830)
- Tommaso Carlone, scultore e stuccatore svizzero (Genova - Torino, † 1667)
- Tommaso Cazzaniga, scultore italiano
- Tommaso Contin, scultore e architetto svizzero (Lugano, n. 1570 - Venezia, † 1634)
- Tommaso Fiamberti, scultore italiano († 1524)
- Tommaso Garvo Allio, scultore italiano (Scaria - Vicenza, † 1667)
- Tommaso Gismondi, scultore italiano (Anagni, n. 1906 - Anagni, † 2003)
- Tommaso Malvito, scultore e architetto italiano (Como)
- Tommaso Redi, scultore e architetto italiano (Siena, n. 1602 - Siena, † 1657)
- Tommaso Righi, scultore italiano (Roma - Varsavia)
- Tommaso Rodari, scultore e architetto svizzero (Maroggia, n. 1460 - Como, † 1525)
- Tommaso Rues, scultore italiano (Brunico - Venezia, † 1703)
- Tommaso Solari, scultore italiano (Napoli, n. 1820)

## Snowboarder(1)
- Tommaso Leoni, snowboarder italiano (Asiago, n. 1991)

## Sovrani(1)
- Tommaso d'Epiro, sovrano († 1318)

## Storici(4)
- Tommaso Napoli, storico italiano (Tunisi, n. 1743 - Cagliari, † 1825)
- Tommaso Pace, storico, patriota e grecista italiano (San Costantino Albanese, n. 1807 - Napoli, † 1887)
- Tommaso Pedio, storico, saggista e avvocato italiano (Potenza, n. 1917 - Potenza, † 2000)
- Tommaso Arcidiacono, storico dalmata (Spalato - Spalato, † 1268)

## Stuccatori(1)
- Tommaso Amantini, stuccatore e ceramista italiano (Urbania, n. 1625 - Roma, † 1675)

## Teologi(4)
- Tommaso Buoninsegni, teologo italiano (Siena, n. 1531 - Firenze, † 1610)
- Tommaso Demaria, teologo e filosofo italiano (Vezza d'Alba, n. 1908 - Torino, † 1996)
- Tommaso Maria Mamachi, teologo e storico italiano (Chio, n. 1713 - Corneto, † 1792)
- Tommaso di Sutton, teologo britannico (n. 1230 - † 1315)

## Tuffatori(2)
- Tommaso Marconi, tuffatore italiano (Roma, n. 1982)
- Tommaso Rinaldi, tuffatore italiano (Roma, n. 1991)

## Umanisti(3)
- Tommaso Aldobrandini, umanista italiano (n. 1540 - † 1572)
- Tommaso Porcacchi, umanista, geografo e traduttore italiano (Castiglion Fiorentino, n. 1530 - Udine, † 1576)
- Tommaso Seneca da Camerino, umanista italiano (Camerino)

## Velisti(1)
- Tommaso Chieffi, velista italiano (Anversa, n. 1961)

## Vescovi(4)
- Tommaso, vescovo italiano
- Tommaso di Harqel, vescovo siriaco
- Tommaso di Sutri, vescovo italiano (Sutri, † 1328)
- Tommaso di York, vescovo francese (York, † 1100)

## Vescovi cattolici(16)
- Tommaso Aceti, vescovo cattolico, bibliotecario e filologo italiano (Figline Vegliaturo, n. 1687 - Lacedonia, † 1749)
- Tommaso Andrei, vescovo cattolico italiano (Casole d'Elsa - Pistoia, † 1303)
- Tommaso Campeggi, vescovo cattolico italiano (Pavia, n. 1481 - Roma, † 1564)
- Tommaso Falcoia, vescovo cattolico italiano (Napoli, n. 1663 - Castellammare di Stabia, † 1743)
- Tommaso Ghirelli, vescovo cattolico italiano (Forlì, n. 1944)
- Tommaso Antonio Gigli, vescovo cattolico italiano (Grottole, n. 1772 - Portici, † 1865)
- Tommaso Olivieri, vescovo cattolico e teologo italiano (Cutro, n. 1660 - Strongoli, † 1719)
- Tommaso Orsini, vescovo cattolico italiano (Foligno, n. 1511 - Foligno, † 1576)
- Tommaso Pusterla, vescovo cattolico italiano (Milano - Brescia, † 1399)
- Tommaso Ronna, vescovo cattolico italiano (Milano, n. 1767 - Crema, † 1828)
- Tommaso II di Savoia, vescovo cattolico italiano (n. 1323 - Torino, † 1362)
- Tommaso Struzzieri, vescovo cattolico italiano (Senigallia, n. 1706 - Todi, † 1780)
- Tommaso di Cantilupe, vescovo cattolico e santo britannico (Montefiascone, † 1282)
- Tommaso Tommasini, vescovo cattolico italiano (Venezia, † 1446)
- Tommaso Visconti, vescovo cattolico italiano (Milano)
- Tommaso d'Aquino, vescovo cattolico italiano (Caramanico Terme, n. 1657 - Vico Equense, † 1732)

## Vescovi ortodossi(2)
- Tommaso I di Gerusalemme, vescovo ortodosso bizantino († 820)
- Tommaso II di Gerusalemme, vescovo ortodosso bizantino († 978)

## Wrestler(1)
- Tommaso Ciampa, wrestler statunitense (Boston, n. 1985)

## Senza attività specificata(12)
- Tommaso Asen Paleologo, bizantino († 1523)
- Thomas Bérard, cavaliere medievale italiano († 1273)
- Tommaso Guarducci, cantante castrato italiano (Montefiascone, n. 1728 - Montefiascone, † 1803)
- Tommaso Masini, italiano (Peretola - Roma)
- Tommaso Paleologo, bizantino (Costantinopoli, n. 1409 - Roma, † 1465)
- Tommaso Tagliaferri, ex snowboarder italiano (Giussano, n. 1982)
- Tommaso
- Tommaso I di Saluzzo, marchese italiano (Saluzzo, n. 1239 - Saluzzo, † 1296)
- Tommaso I di Savoia, conte (Castello di Charbonnières, n. 1178 - Moncalieri, † 1233)
- Tommaso II di Saluzzo, marchese italiano (n. 1304 - Saluzzo, † 1357)
- Tommaso II di Savoia, conte (Montmélian, n. 1199 - Chambéry, † 1259)
- Tommaso III di Saluzzo, marchese italiano (Saluzzo, n. 1356 - Saluzzo, † 1416)